# Болотные отложения

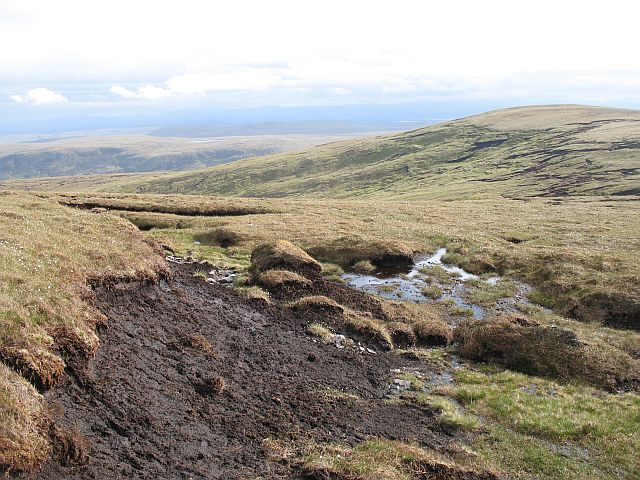
Отложения торфяных болот

Болотные отложения — континентальные осадки, накапливающиеся на дне болот. Как правило, имеют химическое и органическое происхождение. Среди них — известь, мергель, железные руды, торф. В отложениях древних болот торф замещается бурым и каменным углём.

## Классификация болотных осадков
Химическое происхождение имеют болотные известь и мергель, а также болотные железные руды. Материал для образования этих осадков привносится в болота грунтовыми водами. Если последние имеют достаточно высокую жёсткость, то молекулы карбоната кальция осаждаются в виде извести. Соединения железа из болотной воды накапливаются в виде сидерита, который при доступе воздуха превращается в бурый железняк.
Фосфор, содержащийся в органических остатках, в восстановительной среде болот взаимодействует с железом, образуя скопления (линзы и синеватые пятна) минерала вивианита.
Среди болотных отложений преобладает торф, образующийся из остатков болотной и околоболотной флоры — мха, травы, кустарников и деревьев. Органический материал разлагается без доступа воздуха при помощи бактерий и низших грибов, что приводит к гумификации и формирования толщи торфа. По слагающей растительности торф разделяется на сфагновый, гипновый, осоковый, тростниковый, древесный (лесной) и так далее.
Особенное разнообразие торфа наблюдается в торфяниках, возникших на месте озер. При захоронении торфа новыми осадками происходит его уплотнение — углефикация, как продолжение гумификации. Торф становится вначале бурым, а потом и каменным углём.
Болотные отложения характеры для межледниковых эпох (интергляциалов)

## Обозначение
На стратиграфических колонках болотные отложения четвертичной системы обозначаются путём добавления буквы «h» перед указанием возраста породы. Например «hQIII» — это отложения верхнего плейстоцена. На картах болотные отложения показываются светло-коричневым цветом.